# شيلة (حجاب)
الشيلة، هي حجاب شعبي خليجي قديم ترتديه بعض النساء الخليجيات إلى الآن في دول الخليج العربي.

## طالع المزيد
- بوشية
- برقع